# Vitalij Volodimirovics Sztaruhin
Vitalij Volodimirovics Sztaruhin, ukránul: Віталій Володимирович Старухін (Minszk, 1949. június 6. – Doneck, 2000. augusztus 9.) szovjet válogatott ukrán labdarúgó, csatár, edző. Az év ukrán labdarúgója (1979).

## Pályafutása

### Klubcsapatban
1968 és 1971 között az SZKA Ogyessza, 1971–72-ben a Sztroityel, 1973 és 1981 között a Sahtyor Donyeck labdarúgója volt. A Sahtyorral 1980-ban szovjetkupa-győztes volt. Az 1979-es idényben 26 góllal bajnoki gólkirály lett és ebben az évben őt választották az év ukrán labdarúgójának.

### A válogatottban
1980. május 7-én egy alkalommal szerepelt a szovjet válogatottban egy NDK elleni mérkőzésen, ahol 2–2-es döntetlen született.

### Edzőként
1981-től haláláig a Sahtar Doneck ifjúsági csapatának az edzője volt.

## Sikerei, díjai
- Az év ukrán labdarúgója (1979)

 Sahtyor Donyeck
- Szovjet bajnokság
  - 2. (2): 1975, 1979
  - 3.: 1978
  - gólkirály: 1979 (26 gól)
- Szovjet kupa
  - győztes: 1980